# Liste der Baudenkmale in Angermünde
In der Liste der Baudenkmale in Angermünde sind alle denkmalgeschützten Gebäude der brandenburgischen Stadt Angermünde und ihrer Ortsteile aufgelistet. Grundlage ist die Veröffentlichung der Landesdenkmalliste mit dem Stand vom 31. Dezember 2022.

## Legende
In den Spalten befinden sich folgende Informationen:
- ID-Nr.: Die Nummer wird vom Brandenburgischen Landesamt für Denkmalpflege vergeben. Ein Link hinter der Nummer führt zum Eintrag über das Denkmal in der Denkmaldatenbank. In dieser Spalte kann sich zusätzlich das Wort Wikidata befinden, der entsprechende Link führt zu Angaben zu diesem Denkmal bei Wikidata.
- Lage: die Adresse des Denkmales und die geographischen Koordinaten. Link zu einem Kartenansichtstool, um Koordinaten zu setzen. In der Kartenansicht sind Denkmale ohne Koordinaten mit einem roten beziehungsweise orangen Marker dargestellt und können in der Karte gesetzt werden. Denkmale ohne Bild sind mit einem blauen bzw. roten Marker gekennzeichnet, Denkmale mit Bild mit einem grünen beziehungsweise orangen Marker.
- Bezeichnung: Bezeichnung in den offiziellen Listen des Brandenburgischen Landesamtes für Denkmalpflege. Ein Link hinter der Bezeichnung führt zum Wikipedia-Artikel über das Denkmal.
- Beschreibung: die Beschreibung des Denkmales
- Bild: ein Bild des Denkmales und gegebenenfalls einen Link zu weiteren Fotos des Baudenkmals im Medienarchiv Wikimedia Commons

## Allgemein
| ID-Nr.   | Lage              | Bezeichnung                                                | Beschreibung | Bild                                                       |
| -------- | ----------------- | ---------------------------------------------------------- | --- | ---------------------------------------------------------- |
| 09130906 | Angermünde (Lage) | Satzung zum Schutz des Denkmalbereichs Altstadt Angermünde | Die Altstadt befindet sich südlich des Mündesees. Sie ist heute noch gut zu erkennen, da von der Stadtbefestigung noch viel erhalten geblieben ist. | Satzung zum Schutz des Denkmalbereichs Altstadt Angermünde |

## Baudenkmale

### Altkünkendorf
| ID-Nr.                           | Lage                              | Bezeichnung                                                | Beschreibung | Bild               |
| -------------------------------- | --------------------------------- | ---------------------------------------------------------- | --- | ------------------ |
| 09130259 Wikidata                | Altkünkendorfer Straße (Lage)     | Kirche                                                     | Die Feldsteinkirche entstand in der Zeit um 1300. Sie wurde in der zweiten Hälfte des 19. Jahrhunderts gotisierend umgebaut. Die Kirchenausstattung stammt aus dieser Umbauzeit. | weitere Bilder     |
| 09131012 Teilobjekt zu: 09130259 | Altkünkendorfer Straße ()         | Orgel                                                      | | ein Bild hochladen |
| 09131275 Teilobjekt zu: 09130259 | Altkünkendorfer Straße ()         | Glocke                                                     | Nach einer Inschrift ist die Glocke aus dem Jahr 1596 | ein Bild hochladen |
| 09130252                         | Am Wolletzer Weg (Lage)           | Glambecker Mühle                                           | An diesem Standort wurde bereits 1287 eine Mühle erwähnt, 1375 war sie aber nicht mehr vorhanden. Um 1670 brannte die Mühle ab, sie wurde um 1684 wieder aufgebaut. Gemahlen wurde dann bis etwa 1900, die heutige Mühle wurde um 1850 errichtet. Sie besteht aus einem Wohnhaus und einem Stall. Das Mühlengebäude ist ein zweigeschossiges Fachwerkhaus. | Glambecker Mühle   |
| 09131485 Teilobjekt zu: 09130252 | Glambecker Mühle (Lage)           | Stallscheune                                               | | BW                 |
| 09130260                         | Wirtschaftshof 1, 2, 5, 18 (Lage) | Gutsanlage, bestehend aus Herrenhaus, Speicher und Scheune | | weitere Bilder     |
| 09131451 Teilobjekt zu: 09130260 | Wirtschaftshof 18 ()              | Herrenhaus                                                 | | ein Bild hochladen |
| 09131668 Teilobjekt zu: 09130260 | Wirtschaftshof 1, 2 ()            | Scheune                                                    | | ein Bild hochladen |
| 09131669 Teilobjekt zu: 09130260 | Wirtschaftshof 5 ()               | Speicher                                                   | | ein Bild hochladen |
| 09130754                         | (Lage)                            | Ausstattungsstück aus der abgetragenen Kirche Wolletz      | | BW                 |

### Angermünde
| ID-Nr.                           | Lage                                                         | Bezeichnung | Beschreibung | Bild |
| -------------------------------- | ------------------------------------------------------------ | --- | --- | --- |
| 09130261                         | (Lage)                                                       | Abschnitt der Stadtbefestigung mit Stadtmauer, Epitaph und zwei Grabplatten in der Stadtmauer, Pulverturm und Wiekhäusern                                                                                | Die Stadtmauer wurde im letzten Viertel des 13. Jahrhunderts erbaut. Es war eine etwa 7 Meter hohe Mauer, die etwa 1,15 Meter dick war und sich nach oben verjüngte. Auf einem Feldsteinsockel befand sich eine Backsteinmauer. Es gab 36 Weichhäuser, die Länge der Mauer betrug etwa 1410 Meter. Es gab drei Tore. Der Pulverturm im Süden der Stadt wurde im 15. Jahrhundert hinzugefügt. Im 18. Jahrhundert wurde mit dem Abbruch der Mauer begonnen, man nutze die Steine zum Bau von Wohnhäusern. Im Jahre 1827 wurde der Nordteil abgetragen. Auf der Feldseite der südlichen Mauer befinden sich Grabplatten, hier befand sich ein Friedhof. | weitere Bilder |
| 09131670 Teilobjekt zu: 09130261 | ()                                                           | Pulverturm | | ein Bild hochladen |
| 09131671 Teilobjekt zu: 09130261 | ()                                                           | Stadtmauer | | ein Bild hochladen |
| 09131472 Teilobjekt zu: 09130261 | ()                                                           | Grabmal | | ein Bild hochladen |
| 09131473 Teilobjekt zu: 09130261 | ()                                                           | Epitaph | Das Epitaph befindet sich an der Feldseite des südlichen Stadtmauerabschnitts. Es besteht aus Gusseisenund wurde 1817 für Auguste Caroline Friederike gewidmet. | ein Bild hochladen |
| 0913 Teilobjekt zu: 09130261     | ()                                                           | Weichhaus | Das Weichhaus wurde in der zweiten Hälfte des 13. Jahrhunderts erbaut. | ein Bild hochladen |
| 09130898                         | (Lage)                                                       | Halbmeilensäule, am Ortseingang aus Richtung Eberswalde | | Halbmeilensäule, am Ortseingang aus Richtung Eberswalde |
| 09130885                         | (Lage)                                                       | Gefallenendenkmal, Wilhelmshöhe | | Gefallenendenkmal, Wilhelmshöhe |
| 09130269                         | Bahnhofsplatz 1a, Güterbahnhof 1, Templiner Straße 29 (Lage) | Bahnhof Angermünde mit folgenden Gebäuden und technischen Anlagen: Empfangsgebäude, Fahrdienstleiterstellwerk (AGF-alt), Stellwerk (ANT), Stellwerk (ART), Güterboden (AGM), Wassertürme und Wasserkräne | Der Bahnhof Angermünde wurde am 15. November 1842 eröffnet. | weitere Bilder |
| 09131673 Teilobjekt zu: 09130269 | Bahnhofsplatz ()                                             | Bahnhofsempfangsgebäude | Das Gebäude wurde von 1861 bis 1862 erbaut. | Bahnhofsempfangsgebäude |
| 09131674 Teilobjekt zu: 09130269 | Bahnhofsplatz ()                                             | Stellwerk | Das Stellwerk (AGF-alt) befindet sich nördlich vom Empfangsgebäude und dem Wasserturm | Stellwerk |
| 09131675 Teilobjekt zu: 09130269 | Grundmühlenweg ()                                            | Stellwerk | Stellwerk ANT | ein Bild hochladen |
| 09131676 Teilobjekt zu: 09130269 | Bahnhofsplatz ()                                             | Stellwerk | Der Rangierturm ART befindet sich östlich des Stellwerkes ANT. | ein Bild hochladen |
| 09131677 Teilobjekt zu: 09130269 | Bahnhofsplatz ()                                             | Güterschuppen | | ein Bild hochladen |
| 09131678 Teilobjekt zu: 09130269 | Bahnhofsplatz ()                                             | Wasserturm | | ein Bild hochladen |
| 09131679 Teilobjekt zu: 09130269 | Bahnhofsplatz ()                                             | Wasserturm | Der Wasserturm befindet sich auf dem Bahnbetriebsgelände. | ein Bild hochladen |
| 09131680 Teilobjekt zu: 09130269 | Grundmühlenweg ()                                            | Wasserkran | Der Wasserkran befindet sich südöstlich des Stellwerkes ANT. | ein Bild hochladen |
| 09131248 Teilobjekt zu: 09130269 | Bahnhofsplatz 1a ()                                          | Wasserkran | Der Wasserkran befindet sich westlich des zweiten Bahnsteiges. | ein Bild hochladen |
| 09132237 Teilobjekt zu: 09130269 | Bahnhofsplatz 1 ()                                           | Bahnhofsbetriebsgebäude | Das Betriebsgelände befindet sich nördlich des Bahnhofplatzes und westlich der Heinrichstraße. | ein Bild hochladen |
| 09130265                         | Berliner Straße (Lage)                                       | Heilig-Geist-Kapelle | Die Heilig-Geist-Kapelle ist eine Kapelle des 15. Jahrhunderts. Die der Backsteingotik zuzurechnende Kapelle ist das einzige verbliebene Gebäude des im Dreißigjährigen Krieg zerstörten früheren Heilig-Geist-Spitals. Die Kapelle gehörte zu dem 1336 gegründeten Heilig-Geist-Spital, das sich unmittelbar außerhalb der früheren Stadtmauer von Angermünde befand. Der Kirchenraum hatte zunächst eine flache Decke, erst im 15. Jahrhundert wurden die Gewölbejoche nachträglich eingezogen. In diesem Zusammenhang wurde das Portal von der Nordseite der Kapelle an die Westseite versetzt.                                                   | weitere Bilder |
| 09131016 Teilobjekt zu: 09130265 | Berliner Straße ()                                           | Orgel | | ein Bild hochladen |
| 09130267                         | Berliner Straße (Lage)                                       | Gedenkstein für drei ermordete deutsche Soldaten und Sowjetisches Ehrenmal, im Friedenspark | Das Ehrenmal befindet sich im westlichen Teil des Friedensparks, in der Nähe der Berliner Straße. Eingeweiht wurde das Denkmal im November 1946. Es ist etwa 4,50 Meter hoch. Es besteht aus zwei Säulen auf einem Postament, diese werden von einem Architrav abgeschlossen. Auf dem Architrav befindet sich eine Marmorplatte mit der russischen Inschrift «Вечная слава героям!» (deutsch „Ewiger Ruhm den Helden!“). | BW |
| 09131672 Teilobjekt zu: 09130267 | Berliner Straße ()                                           | | | |
| 09130931                         | Berliner Straße (Lage)                                       | Transformatorenstation, im Friedenspark | Die Transformatorenstation befindet sich im Friedenspark, südlich der Stadtmauer am ehemaligen Berliner Tor. Das Haus wurde 1927 erbaut. Es ist ein kleines Haus, ehemals war es ein Mausoleum. | Transformatorenstation, im Friedenspark |
| 09130230                         | Berliner Straße 2, 2a (Lage)                                 | Wohnhaus (Gasthaus „Goldenes Lamm“) | Das Haus entstand zwischen 1690 und 1700 als Wohn- und Geschäftshaus und zählt zu den ältesten Gebäuden der Stadt. Friedrich Stendel richtete 1826 den Gasthof „Zum frommen Lamm“ mit einer Pferdewechselstation und einer Wirtschaft ein. Um 1900 erhielt es im Volksmund den Namen „Goldenes Lamm“, woraufhin der Gastwirt Meier die Gaststätte auch so umbenannte. Bis in das Jahr 1970 befand sich eine Ponybar in dem Haus; nach 1990 wurde es kurzzeitig von der Volkssolidarität genutzt, bis es ab 2000 verfiel. 2006 erwarben es Privatleute und sanierten es zu einem Wohnhaus.                                                            | Wohnhaus (Gasthaus „Goldenes Lamm“) |
| 09131263                         | Berliner Straße 18 (Lage)                                    | Wohnhaus | Das Haus ist ein traufständiges, zweigeschossiges Haus mit einem Satteldach. Erbaut wurde das Haus wahrscheinlich zu Beginn des 18. Jahrhunderts. Im Jahre 1880 wurde das Haus umgebaut, das Fachwerk ist dabei erhalten geblieben. | Wohnhaus |
| 09130276                         | Berliner Straße 39 (Lage)                                    | Wohnhaus | Das Wohnhaus wurde nach 1744 erbaut. Es ist ein traufständiges, zweigeschossiges Fachwerkhaus mit einem Satteldach. Im Jahre 1922 wurde die Straßenfront stark verändert, im Erdgeschoss wurden Schaufenster eingebaut. Die Hausdurchfahrt an der linken Häuserseite ist erhalten geblieben. Von 1996 bis 1999 wurde das Haus saniert. | Wohnhaus |
| 09130277                         | Berliner Straße 46 (Lage)                                    | Wohnhaus | | Wohnhaus |
| 09130278                         | Berliner Straße 48 (Lage)                                    | Wohnhaus | | Wohnhaus |
| 09130279                         | Berliner Straße 52 (Lage)                                    | Wohnhaus | | Wohnhaus |
| 09130282                         | Berliner Straße 58 (Lage)                                    | Wohn- und Geschäftshaus | | Wohn- und Geschäftshaus |
| 09130283                         | Berliner Straße 61 (Lage)                                    | Wohnhaus | Das Haus belegt zwei Parzellen und ist somit breiter als üblich. Es ist ein zweigeschossiges Haus mit einem Walmdach. Auf dem Dach befinden sich Dachhäuser. Etwa in der Mitte befindet sich eine Hofeinfahrt. Der Hof ist noch komplett mit Feldsteinen belegt. Erbaut wurde das Haus wahrscheinlich im Jahr 1698. | Wohnhaus |
| 09130901                         | Brüderstraße 2 (Lage)                                        | Wohnhaus | | Wohnhaus |
| 09130284                         | Brüderstraße 4 (Lage)                                        | Wohnhaus | | Wohnhaus |
| 09130285                         | Brüderstraße 8 (Lage)                                        | Wohnhaus | Das Haus wurde wahrscheinlich in der Mitte des 18. Jahrhunderts erbaut. Es ist ein zweigeschossiges Haus mit einem Mansarddach. Es ist ein massiver Putzbau mit einer einfachen Fassadengliederung. Von der barocken Gliederung sind noch der Mittelrisalit und die Toreinfahrt zu sehen. | Wohnhaus |
| 09130287                         | Brüderstraße 14a (Lage)                                      | Wohnhaus | | Wohnhaus |
| 09130288                         | Brüderstraße 18 (Lage)                                       | Wohnhaus | | Wohnhaus |
| 09130289                         | Brüderstraße 20 (Lage)                                       | Ratswaage | In dem Gebäude aus dem Jahr 1752 stand ursprünglich die Ratswaage, anschließend nutzte ein Infanterieregiment sowie die Feuerwehr das Gebäude. Seit 2000 ist es Sitz der Tourismusinformation. | weitere Bilder |
| 09130290                         | Fischerstraße 26 (Lage)                                      | Wohnhaus | | Wohnhaus |
| 09130292                         | Gartenstraße 3 (Lage)                                        | Katholisches Pfarramt | Das katholische Pfarramt wurde von 1906 bis 1907 erbaut. Es ist ein zweigeschossiges Putzhaus mit einem Walmdach. Die Fassade ist mit roten Ziegeln gegliedert. | Katholisches Pfarramt |
| 09130266 Wikidata                | Gartenstraße 4 (Lage)                                        | Katholische Kirche Mariä Himmelfahrt | Die Kirche wurde von 1893 bis 1894 nach einem Entwurf des Kirchenbaumeisters Engelbert Seibertz erbaut. Die Kirche ist ein Sichtziegelbau und hat ein Satteldach mit einem Dachreiter. Der Chor ist eingezogen. Die Ausstattung stammt im Wesentlichen aus dem Jahr 1953. | weitere Bilder |
| 09131013 Teilobjekt zu: 09130266 | Gartenstraße 4 ()                                            | Orgel | | ein Bild hochladen |
| 09131471 Teilobjekt zu: 09130266 | Gartenstraße 4 ()                                            | Glocke | | ein Bild hochladen |
| 09130291                         | Gehegemühle 1 (Lage)                                         | Forsthaus (Heidewärterhaus) | | Forsthaus (Heidewärterhaus) |
| 09130009                         | Bahnhofsplatz 5 (Lage)                                       | Wasserturm | | weitere Bilder |
| 09130293                         | Heinrichstraße 7 (Lage)                                      | Schulkomplex, bestehend aus Schule, Turnhalle und Direktorenwohnhaus | | Schulkomplex, bestehend aus Schule, Turnhalle und Direktorenwohnhaus |
| 09131693 Teilobjekt zu: 09130293 | Heinrichstraße 7 ()                                          | Schule | | ein Bild hochladen |
| 09131694 Teilobjekt zu: 09130293 | Heinrichstraße 7 ()                                          | Turnhalle | | ein Bild hochladen |
| 09131695 Teilobjekt zu: 09130293 | Heinrichstraße 7 ()                                          | Direktorenwohnhaus | | ein Bild hochladen |
| 09130294                         | Hoher Steinweg 12 (Lage)                                     | Wohnhaus | | Wohnhaus |
| 09130016                         | Hoher Steinweg 15 (Lage)                                     | Wohnhaus | Das Gebäude entstand 1703 im Stil des Barock und wurde von der Familie Kohn bis 1836 als Brauerei mit Ausschank genutzt. Anschließend richtete der Pantinenfabrikant W. Heuse eine Färberei ein. Seit dieser Zeit heißt das Gebäude im Volksmund „Alte Blaufärberei“. Das Relief mit Pflug geht auf eine Nutzung durch die Landwirtschaftliche Interessengemeinschaft um 1920 zurück. In den 1960er Jahren befand sich ein Büro des Arbeitsamtes Angermünde in dem Haus; auf dem Hof wurde zeitweise Speiseeis produziert. 2002 sanierte eine Wohnungsbaugesellschaft das Gebäude.                                                                   | Wohnhaus |
| 09130295                         | Hoher Steinweg 16 (Lage)                                     | Wohnhaus | Das Gebäude ist einer der ältesten erhalten gebliebenen Bauten in einer giebelständigen Bauweise. In dem Stadtdielenhaus befindet sich ein von der Straße zum Hof durchgehender Flur mit einer schwarzen Küche. Es entstand um 1689/1699. Zu dieser Zeit standen die Häuser mit dem Giebel zur Straße, was die Ausbreitung von Bränden förderte. Nach den großen Stadtbränden im 18. Jahrhundert änderte die Stadt die Bauweise hin zu traufständigen Gebäuden. Ab 1705 durfte nur noch in dieser Art gebaut werden. Es entstanden Feuergassen mit einer Breite von rund einem Meter.                                                                | Wohnhaus |
| 09130296                         | Hoher Steinweg 17 (Lage)                                     | Wohnhaus | Seit 2020 befindet sich hier das Heimatmuseum Angermünde und die Touristinformation der Stadt. Ehemaliges Restaurant Goldener Adler Anfang des 19. Jahrhunderts, 1870 Hotel Reichshalle, 1911 als Kino, nach 1949 als HO-Gaststätte Haus Uckermark geführt und später auch als Turnhalle für den Schulsport genutzt. Nach dem Leerstand und Verfall konnte das Bauwerk nach umfangreichen Sanierungsarbeiten von 2012 bis 2020 gerettet werden. | Wohnhaus |
| 09130297                         | Hoher Steinweg 21 (Lage)                                     | Wohnhaus | | Wohnhaus |
| 09130298                         | Hoher Steinweg 22 (Lage)                                     | Wohnhaus | | Wohnhaus |
| 09130299                         | Hoher Steinweg 25 (Lage)                                     | Wohn und Geschäftshaus | Das Haus steht auf einem Grundstück an der Ecke zur Rosenstraße. Es ist ein zweigeschossiges Haus mit Vollwalmdach. Erbaut wurde es als Fachwerkhaus im Jahre 1705. In den Jahren 1876 uns 1905 wurde das Haus umgebaut. Zu DDR-Zeiten befand sich hier das Restaurant „Grambauers Kalit“. | Wohn und Geschäftshaus |
| 09130301                         | Jägerstraße 11 (Lage)                                        | Wohnhaus | | Wohnhaus |
| 09130302                         | Jägerstraße 14 (Lage)                                        | Wohnhaus | | Wohnhaus |
| 09130304                         | Jägerstraße 19 (Lage)                                        | Geburtshaus Gustav Bruhn mit Gedenktafel | | Geburtshaus Gustav Bruhn mit Gedenktafel |
| 09130306                         | Jägerstraße 24 (Lage)                                        | Wohnhaus | | Wohnhaus |
| 09130307                         | Jägerstraße 25 / Fischerstraße (Lage)                        | Wohnhaus | Das Haus ist heute das Hotel Seetor. | Wohnhaus |
| 09130973                         | Jägerstraße 28 (Lage)                                        | Scharfrichter- und Abdeckergehöft mit Wohnhaus, Nebengebäuden und Grundstückseinfriedung | | Scharfrichter- und Abdeckergehöft mit Wohnhaus, Nebengebäuden und Grundstückseinfriedung |
| 09130275                         | Kirchgasse 1, 2 (Lage)                                       | Knaben-Volksschule (Nr. 2) mit Turnhalle (Nr. 1) | | Knaben-Volksschule (Nr. 2) mit Turnhalle (Nr. 1) |
| 09130310                         | Kirchgasse 3 (Lage)                                          | Schule | | Schule |
| 09130308                         | Kirchplatz 1 (Lage)                                          | Küsterwohnhaus | Ein Stadtplan aus dem Jahr 1724 zeigt bereits eine Küsterei. Das Haus selbst entstand vermutlich in den Jahren 1700 und 1701. In den Jahren 1881, 1927 und nach 1965 erfolgten mehrere Umbauten. In den 1990er Jahren erlosch das Interesse der Kirchengemeinde an dem Bauwerk. Ein Dritte-Welt-Laden schloss und das Haus wurde von Privatleuten im Jahr 2009 saniert. | Küsterwohnhaus |
| 09130309                         | Kirchplatz 2 (Lage)                                          | Propstei | heute evangelisches Gemeindezentrum | Propstei |
| 09130311                         | Kirchplatz 4 (Lage)                                          | Wohnhaus (Pfarrhaus) | | Wohnhaus (Pfarrhaus) |
| 09130264                         | Kirchplatz 5 (Lage)                                          | Stadtkirche St. Marien | | weitere Bilder |
| 09130312                         | Kirchplatz 6 (Lage)                                          | Pfarrhaus, Kantorei (Wohnhaus) | evangelisches Pfarramt | Pfarrhaus, Kantorei (Wohnhaus) |
| 09130263                         | Klosterstraße (Lage)                                         | Franziskaner-Klosterkirche St. Peter und Paul | | weitere Bilder |
| 09130313                         | Klosterstraße 2 (Lage)                                       | Wohnhaus | | Wohnhaus |
| 09130314                         | Klosterstraße 3 (Lage)                                       | Wohnhaus | | Wohnhaus |
| 09130315                         | Klosterstraße 5 (Lage)                                       | Wohnhaus | | Wohnhaus |
| 09130316                         | Klosterstraße 7 (Lage)                                       | Wohnhaus | | Wohnhaus |
| 09130236                         | Klosterstraße 13 (Lage)                                      | Wohnhaus | | Wohnhaus |
| 09130320                         | Klosterstraße 21 (Lage)                                      | Wohnhaus | | Wohnhaus |
| 09130321                         | Klosterstraße 23 (Lage)                                      | Wohnhaus | | Wohnhaus |
| 09130322                         | Klosterstraße 25 (Lage)                                      | Wohnhaus und Hofbebauung | | Wohnhaus und Hofbebauung |
| 09130323                         | Klosterstraße 27 (Lage)                                      | Wohnhaus | | Wohnhaus |
| 09130324                         | Klosterstraße 29 (Lage)                                      | Wohnhaus | | Wohnhaus |
| 09130325                         | Klosterstraße 30 (Lage)                                      | Wohnhaus | | Wohnhaus |
| 09130326                         | Klosterstraße 33 (Lage)                                      | Wohnhaus | | Wohnhaus |
| 09130327                         | Klosterstraße 34 (Lage)                                      | Wohnhaus | | Wohnhaus |
| 09130222                         | Klosterstraße 58–62, Schleusenstraße 6 (Lage)                | Tuchmanufaktur (vier Wohnhäuser) und Nebengebäude Schleusenstraße 6 | | Tuchmanufaktur (vier Wohnhäuser) und Nebengebäude Schleusenstraße 6 |
| 09130328                         | Klosterstraße 64 (Lage)                                      | Wohnhaus | | Wohnhaus |
| 09130331                         | Markt 8 (Lage)                                               | Wohnhaus | | Wohnhaus |
| 09130793                         | Markt 11 (Lage)                                              | Wohnhaus mit hofseitigem Anbau | Das Wohnhaus wurde nach 1705 erbaut, allerdings wurde das Holz für den Hausbau bereits 1696 gefällt. Es ist ein zweigeschossiges Haus mit einem Krüppelwalmdach. Die Traufseite des Hauses zeigt zum Markt. Unter dem Haus befindet sich ein Keller mit Tonnengewölbe aus der Bauzeit. Das Gebäude wurde ab 1970 bis 1992 als Sattlerei genutzt. Danach stand das Haus leer, ab 2003 wurde es saniert. Es entstanden vier Wohnungen, Schornstein und Backofen wurden dabei entfernt. | Wohnhaus mit hofseitigem Anbau |
| 09130332                         | Markt 14 (Lage)                                              | Wohnhaus | | Wohnhaus |
| 09130333                         | Markt 15 (Lage)                                              | Wohnhaus | | Wohnhaus |
| 09130334                         | Markt 17 (Lage)                                              | Wohnhaus | | Wohnhaus |
| 09130335                         | Markt 18 (Lage)                                              | Kreisgericht | Das Kreisgericht ist heute die Polizeiwache. | Kreisgericht |
| 09130336                         | Markt 21 (Lage)                                              | Wohnhaus | | Wohnhaus |
| 09130337                         | Markt 22 (Lage)                                              | Wohnhaus | | Wohnhaus |
| 09130227                         | Markt 23 / Hoher Steinweg (Lage)                             | Wohnhaus | | Wohnhaus |
| 09130339                         | Markt 24 (Lage)                                              | Rathaus | Der zweigeschossige, verputzte Bau mit der barocken Fassade entstand 1699 auf den Fundamenten eines gotischen Vorgängerbaus. Der ursprünglich fünfachsige Bau wurde 1711 und 1712 um zwei weitere Achsen erweitert. In den Jahren 1992 bis 1999 erfolgte eine umfangreiche Sanierung. Vor dem Gebäude befindet sich ein Brunnen des Künstlers Christian Uhlig. Er gewann im Zuge der Neugestaltung des Marktes 1994 den Wettbewerb Marktbrunnen Angermünde. | weitere Bilder |
| 09130268                         | Martinsplatz (Lage)                                          | Martinskirche | Evangelisch-lutherische Kirche der SELK, turmloser einschiffiger Backsteinsaalbau mit Stufengiebel, neugotisch, eingeweiht am 10. Dezember 1854. Orgel der Stettiner Firma Grüneberg von 1912, 2001 restauriert. | Martinskirche |
| 09131514                         | Mudrowweg 11 (Lage)                                          | Städtisches Wasserwerk | | Städtisches Wasserwerk |
| 09130782                         | Oberwall 36, 37 (Lage)                                       | Wohnhaus (Villa Siegfried) | Die Villa wurde von 1907 bis 1908 erbaut. Der Name ist vom Vornamen des Baumeisters Siegfried Heimke abgeleitet. Es ist eine Turmvilla mit einem Mittelrisalit mit einem Giebel mit Freigesperre. Links befindet sich der Eckturm mit hohem Spitzhelm. Rechts vom Mittelrisalit befindet sich eine Veranda mit Glasdach. Der Eingang befindet sich links vom Mittelrisalit, davor ist eine Freitreppe. | Wohnhaus (Villa Siegfried) |
| 09131524                         | Oderberger Straße 2 (Lage)                                   | Mietwohnhaus mit Veranda | | Mietwohnhaus mit Veranda |
| 09131525                         | Oderberger Straße 5 (Lage)                                   | Mietwohnhaus und Nebengebäude | | Mietwohnhaus und Nebengebäude |
| 09131522                         | Oderberger Straße 15 (Lage)                                  | Benzin-Zapfsäule | | Benzin-Zapfsäule |
| 09131400                         | Prenzlauer Straße 41 (Lage)                                  | Schornstein der Baufirma Schleyer | Heute befindet sich der Schornstein im Innenhof eines Einkaufszentrums. Erbaut wurde der Schornstein 1901 für die Dampfschneidefabrik und Bauunternehmen von Cal Schleyer. Die Gebäude der Firma Schleyer wurde nach 1990 bis auf dem Schornstein abgerissen. Der Schornstein erinnert so an das Bauunternehmen, welches die Stadt jahrelang geprägt hat. | Schornstein der Baufirma Schleyer |
| 09130270                         | Puschkinallee (Lage)                                         | Viertelmeilensäule, in Höhe Chausseehaus, an der B 2 bei km 365,4 | | Viertelmeilensäule, in Höhe Chausseehaus, an der B 2 bei km 365,4 |
| 09130340                         | Puschkinallee 4 (Lage)                                       | Leichenhalle der jüdischen Synagogengemeinde, auf dem Jüdischen Friedhof | | Leichenhalle der jüdischen Synagogengemeinde, auf dem Jüdischen Friedhof |
| 09130341 Wikidata                | Puschkinallee 10 (Lage)                                      | Ehemaliges Welk- und Heimatmuseum | | weitere Bilder |
| 09130867                         | Puschkinallee 19 (Lage)                                      | Wohnhaus mit Einfriedung | | Wohnhaus mit Einfriedung |
| 09131508                         | Puschkinallee 32 (Lage)                                      | Mietwohnhaus mit Vorgarten, zwei Hofgebäuden und Pflasterung | | Mietwohnhaus mit Vorgarten, zwei Hofgebäuden und Pflasterung |
| 09130342                         | Puschkinallee 37 (Lage)                                      | Wohnhaus mit Einfriedung | | Wohnhaus mit Einfriedung |
| 09130343                         | Richtstraße 8a (Lage)                                        | Gemeindehaus (Kindergarten) | | Gemeindehaus (Kindergarten) |
| 09130346                         | Richtstraße 19 (Lage)                                        | Wohnhaus | | Wohnhaus |
| 09130347                         | Richtstraße 20 (Lage)                                        | Wohnhaus | | Wohnhaus |
| 09130349                         | Rosenstraße 2 (Lage)                                         | Wohnhaus | | Wohnhaus |
| 09130350                         | Rosenstraße 12 / Loesener Gasse (Lage)                       | Wohn- und Geschäftshaus | | Wohn- und Geschäftshaus |
| 09130351                         | Rosenstraße 20 / Berliner Straße (Lage)                      | Wohn- und Geschäftshaus | | Wohn- und Geschäftshaus |
| 09130352                         | Rudolf-Breitscheid-Straße 1, 3 (Lage)                        | Speicher mit Wohnteil einschließlich der Waschküche und des Stallgebäudes | | Speicher mit Wohnteil einschließlich der Waschküche und des Stallgebäudes |
| 09130002 Wikidata                | Rudolf-Breitscheid-Straße 37 (Lage)                          | Krankenhaus | Das von 1925 bis 1930 durch Max Werner erweiterte Angermünder Kreiskrankenhaus mit einer Bettenkapazität von damals 128. Die Grundmauern des alten Krankenhauses wurden bei Baukosten von 973 000 RM verstärkt. | Krankenhaus |
| 09130262                         | Schloßwall, Seestraße, Ring, Prenzlauer Straße (Lage)        | Burganlage mit Resten des Torhauses | | Burganlage mit Resten des Torhauses |
| 09130866                         | Schlosswall 4 (Lage)                                         | Alte Mälzerei | Die Mälzerei wurde von 1899 bis 1900 erbaut. Sie steht auf dem Burggelände. Sie ist ein viergeschossiger Bau mit einem Satteldach. Die Fassade ist durch Gesimse und Lisenen gegliedert. Im Nordwesten des Gebäudes befindet sich die Darre mit dem runden Schornstein. | Alte Mälzerei |
| 09130353                         | Schleusenstraße 1–4 (Lage)                                   | Wohnhaus | | Wohnhaus |
| 09130273                         | Schwedter Straße 39 (Lage)                                   | Städtischer Friedhof: Einfriedung und Hauptwegeachsen, Kapelle, Gärtnereigebäude, drei Erbbegräbnis-Reihen, Denkmal für die Gefallenen des Ersten Weltkriegs, Denkmal für die Opfer des Faschismus       | | Städtischer Friedhof: Einfriedung und Hauptwegeachsen, Kapelle, Gärtnereigebäude, drei Erbbegräbnis-Reihen, Denkmal für die Gefallenen des Ersten Weltkriegs, Denkmal für die Opfer des Faschismus |
| 09130272                         | Schwedter Straße (Lage)                                      | Meilenstein „XI Meilen bis Berlin“ | Der Meilenstein befindet sich in der Nähe der Hausnummer 37. Der Meilenstein aus Granit wurde 1828/1830 aufgestellt. Zu diesem Zeitpunkt wurde die Straße nach Schwedt fertig gestellt. Die Inschrift lautet: „XI Meilen bis Berlin“, wobei eine Meile etwa 7,5 Kilometer sind. | Meilenstein „XI Meilen bis Berlin“ |
| 09130841                         | Schwedter Straße 4 (Lage)                                    | Wohnhaus einschließlich Vorgarten und Toreinfahrt | Das Haus wurde 1884 erbaut. Es war der Sitz des Maurermeisters Emol Levère. Im Jahre 1891 erwarb die altlutherische Kirche das Haus, hier wohnte der Pfarrer und hatte sein Pfarrbüro. Es ist ein zweigeschossiger Bau mit einem Drempel. Der Hauseingang befindet sich an der Ostseite, direkt daneben ist ein dreigeschossiger Eckturm. Zum Haus gehört ein Nebengebäude. | Wohnhaus einschließlich Vorgarten und Toreinfahrt |
| 09130823                         | Schwedter Straße 18 (Lage)                                   | Mittelbau der Kaserne | Ab 1694 war die Stadt zeitweise Garnisonsstadt. Ab 1860 wurden etwa 450 Soldaten des 8. Brandenburgischen Infanterieregiments Nr. 64 stationiert. Aus diesem Grund wurde 1890/1891 die Kaserne gebaut. Ab 1918 diente das Gebäude der Verwaltung, die Garnison war aufgelöst. Der Bau hat über dem Souterrain drei Geschosse und darüber ein Pultdach. Die mittleren vier von zehn Achsen bilden einen Risalit. Der Risalit wird von Fialen und einem Zinnenkranz mit Wappenfeld nach oben abgeschlossen. | Mittelbau der Kaserne |
| 09130213                         | Templiner Straße 64 (Lage)                                   | Müllerwohnhaus (Wohnhaus) | Im Jahre 1820 wurde hier eine Bockwindmühle errichtet. Zur gleichen Zeit wurde wahrscheinlich das Haus erbaut. Es ist ein eingeschossiger Fachwerkbau mit einem Krüppelwalmdach. Die Gefache sind mit Ziegeln ausgemauert. | Müllerwohnhaus (Wohnhaus) |
| 09130354                         | Wasserstraße 1 (Lage)                                        | Wohnhaus | Restaurant „Schweizer Hof“ | Wohnhaus |
| 09131265                         | Wiesenstraße 3 (Lage)                                        | Neuapostolische Kirche und Pfarrhaus mit Grundstückseinfriedung | Die neuapostolische Kirche mit Pfarrwohnung wurde 1929 erbaut. Der Entwurf stammt von Albert Gericke. Das Gebäude hat einen T-förmigen Grundriss und wurde im Stil der gemäßigten Moderne erbaut. An das Wohnhaus schließt sich im Norden der Kirchsaal an. Die Fassade ist nur wenig gegliedert. Der Eingang ist aus der Bauzeit. | Neuapostolische Kirche und Pfarrhaus mit Grundstückseinfriedung |

### Biesenbrow
| ID-Nr.                           | Lage                            | Bezeichnung                                          | Beschreibung | Bild                                                 |
| -------------------------------- | ------------------------------- | ---------------------------------------------------- | --- | ---------------------------------------------------- |
| 09130363 Wikidata                | Kirchsteig, Hirtenende (Lage)   | Kirche mit Altar und Kanzel aus der Kirche Crussow   | | weitere Bilder                                       |
| 09131038 Teilobjekt zu: 09130363 | Kirchsteig ()                   | Orgel                                                | | ein Bild hochladen                                   |
| 09130371                         | Heidenstraße, Hirtenende (Lage) | Kriegerdenkmal                                       | | weitere Bilder                                       |
| 09130890                         | Heidenstraße 5 (Lage)           | Schnitterkaserne                                     | | Schnitterkaserne                                     |
| 09130365                         | Hirtenende 17 (Lage)            | Wohnhaus                                             | | Wohnhaus                                             |
| 09130367                         | Hofende 12 (Lage)               | Kolbendampfmaschine, in der ehemaligen Gutsbrennerei | | Kolbendampfmaschine, in der ehemaligen Gutsbrennerei |
| 09130369                         | Schäferweg 13 (Lage)            | Geburtshaus des Schriftstellers Ehm Welk             | Das Geburtshaus von Ehm Welk liegt nordwestlich des Ortes. Es ist ein einfaches, eingeschossiges Haus mit Satteldach. Am 29. August 1884 wurde hier Emil Welk geboren und ging von 1890 bis 1898 in die Schule. Das Dorfleben von Biesenbrow beschreibt der Schriftsteller in seinem Roman Die Heiden von Kummerow.  | Geburtshaus des Schriftstellers Ehm Welk             |
| 09130366                         | Springende 7 (Lage)             | Wohnhaus                                             | | Wohnhaus                                             |
| 09130370                         | Zollende 1 (Lage)               | Doppelstubenhaus                                     | | Doppelstubenhaus                                     |
| 09131520                         | Zollende 4 (Lage)               | Wohnhaus und Stall                                   | Das Wohnhaus des ehemaligen Dreiseithofes wurde in der Zeit von 1830 bis 1840 erbaut. Es ist ein eingeschossiger, traufständiger Fachwerkbau mit einem Satteldach. Das Haus steht auf einem Feldsteinsockel. Der Eingang befindet sich in der mittleren Achse von fünf Achsen. Im Jahre 2013 wurde das Haus saniert. | BW                                                   |
| 091 Teilobjekt zu: 09131520      | Zollende 4 ()                   | Stall                                                | Der Stall liegt auf der rechten Hofseite. | ein Bild hochladen                                   |

### Bölkendorf
| ID-Nr.                           | Lage                          | Bezeichnung                       | Beschreibung | Bild                              |
| -------------------------------- | ----------------------------- | --------------------------------- | --- | --------------------------------- |
| 09130397                         | Bölkendorfer Straße 6 (Lage)  | Mittelflurhaus mit Wirtschaftshof | Mittelflurhaus | Mittelflurhaus mit Wirtschaftshof |
| 091 Teilobjekt zu: 09130397      | Bölkendorfer Straße 6 ()      | Stall                             | | ein Bild hochladen                |
| 09130396 Wikidata                | Bölkendorfer Straße 18 (Lage) | Kirche                            | Die evangelische Kirche wurde in der zweiten Hälfte des 13. Jahrhunderts. Es ist ein Saalbau aus Feldstein mit einer Apsis. Der Dachturm im Westen der Kirche ist verbrettert, und trägt eine Schweifhaube. Er wurde 1767 erbaut. Im Inneren befindet sich eine Westempore und eine flache Decke. Der Tauständer stammt aus dem 18. Jahrhundert. | weitere Bilder                    |
| 09131024 Teilobjekt zu: 09130396 | Bölkendorfer Straße 18 ()     | Orgel                             | Die Orgel wurde 1907 vom Orgelbauer Albert Kienscherf gebaut. | ein Bild hochladen                |
| 09131406 Teilobjekt zu: 09130396 | Bölkendorfer Straße 18 ()     | Glocke                            | Nach einer Inschrift wurde die Glocke 1727 von Johann Friedrich Thile gegossen. | ein Bild hochladen                |

### Bruchhagen
| ID-Nr.                           | Lage                                                                       | Bezeichnung                                                                    | Beschreibung | Bild                                                                           |
| -------------------------------- | -------------------------------------------------------------------------- | ------------------------------------------------------------------------------ | --- | ------------------------------------------------------------------------------ |
| 09130403                         | Schöne Aussicht 14, 16 (Lage)                                              | Schule (Wohnhaus)                                                              | | Schule (Wohnhaus)                                                              |
| 09132024                         | Straße zum Ausbau 20 (Lage)                                                | Lokomobilhaus                                                                  | | BW                                                                             |
| 09132040                         | Zum Sernitzbruch, Schöne Aussicht, Frauenhagener Weg, Welsower Damm (Lage) | Straßenpflasterung im Ortskern                                                 | | Straßenpflasterung im Ortskern                                                 |
| 09130401                         | Zum Sernitzbruch 2, 4, 6, Straße zum Ausbau (Lage)                         | Gutsanlage: Herrenhaus, Angestellten-Wohnhaus, Großviehstall, Zufahrt und Park | Das ehemalige Herrenhaus wurde um 1800 erbaut. | Gutsanlage: Herrenhaus, Angestellten-Wohnhaus, Großviehstall, Zufahrt und Park |
| 09132036 Teilobjekt zu: 09130401 | Zum Sernitzbruch 2 ()                                                      | Herrenhaus                                                                     | | ein Bild hochladen                                                             |
| 09131721 Teilobjekt zu: 09130401 | Zum Sernitzbruch 2 ()                                                      | Gutspark                                                                       | | ein Bild hochladen                                                             |
| 09131721 Teilobjekt zu: 09130401 | Zum Sernitzbruch 2 ()                                                      | Wohnhaus                                                                       | Das Wohnhaus befindet sich nördlich des Herrenhauses. | ein Bild hochladen                                                             |
| 09132037 Teilobjekt zu: 09130401 | Zum Sernitzbruch 2 ()                                                      | Stall                                                                          | | ein Bild hochladen                                                             |
| 09130402                         | Zum Sernitzbruch 11–17 (ungerade) (Lage)                                   | Tagelöhnerfamilienhaus                                                         | | Tagelöhnerfamilienhaus                                                         |
| 09130399 Wikidata                | Zum Sernitzbruch 12 (Lage)                                                 | Kirche und Kirchhofeinfriedung                                                 | Die evangelische Kirche wurde in der zweiten Hälfte des 13. Jahrhunderts erbaut. Es ist ein Feldsteinbau mit rechteckigen Grundriss, der Dachturm ist verbrettert. Im Inneren befindet sich eine Balkendecke, eine Westempore und ein Pastoratsgestühl. Die Empore wurde 1680, das Patronatsgestühl in der zweiten Hälfte des 18. Jahrhunderts eingebaut. Die Kanzel stammt ebenfalls aus dem 18. Jahrhundert. | weitere Bilder                                                                 |
| 09131026 Teilobjekt zu: 09130399 | Zum Sernitzbruch 12 (Lage)                                                 | Orgel                                                                          | Die Orgel stammt aus dem Jahr 1875. | BW                                                                             |
| 09131408 Teilobjekt zu: 09130399 | Zum Sernitzbruch 12 (Lage)                                                 | Glocke                                                                         | | BW                                                                             |

### Crussow
| ID-Nr.                       | Lage                           | Bezeichnung                                                                        | Beschreibung | Bild                                    |
| ---------------------------- | ------------------------------ | ---------------------------------------------------------------------------------- | --- | --------------------------------------- |
| 09130620                     | Gellmersdorfer Straße (Lage)   | Ausstattungsstücke aus der abgetragenen Kirche Schöneberg (siehe Unterlagen BLDAM) | | BW                                      |
| 09130412 Wikidata            | Gellmersdorfer Straße 1 (Lage) | St.-Annen-Kirche                                                                   | Die evangelische Kirche wurde in der zweiten Hälfte des 13. Jahrhunderts erbaut. Das Geschoss des Dachturms wurde bei einer Restaurierung in den Jahren 1983 bis 1988 entfernt, auf dem jetzt über das gesamte Kirche überspannende Dach befindet sich im Westen der Kirche ein Dachreiter. Im Inneren befindet sich ein Triumphbogen, die Ausstattung der Kirche stammt ansonsten aus den Jahren 1983 bis 1988. | weitere Bilder                          |
| 0913 Teilobjekt zu: 09130620 | Gellmersdorfer Straße ()       | Glocke                                                                             | Die Glocke wurde 1514 gegossen. | ein Bild hochladen                      |
| 09130414                     | Zum Park 13 (Lage)             | Speicher- und Stallgebäude des Gutshofs                                            | | Speicher- und Stallgebäude des Gutshofs |

### Dobberzin
| ID-Nr.                           | Lage                             | Bezeichnung                       | Beschreibung | Bild                              |
| -------------------------------- | -------------------------------- | --------------------------------- | --- | --------------------------------- |
| 09130356                         | Dobberziner Dorfstraße 24 (Lage) | Kirche                            | Die Kirche wurde wahrscheinlich im 15. Jahrhundert erbaut. Es ist ein Saalbau mit rechteckigen Grundriss und wurde aus Feldstein erstellt. Der Dachturm wurde um 1700 hinzugefügt. Der Altaraufsatz wurde um 1700 erstellt. Die Glocke wurde im Jahre 1532 gegossen. | weitere Bilder                    |
| 09131702 Teilobjekt zu: 09130356 | Dobberziner Dorfstraße ()        | Taufengel                         | | ein Bild hochladen                |
| 09131032 Teilobjekt zu: 09130356 | Dobberziner Dorfstraße ()        | Orgel                             | | ein Bild hochladen                |
| 09131411 Teilobjekt zu: 09130356 | Dobberziner Dorfstraße ()        | Glocke                            | | ein Bild hochladen                |
| 09130875                         | Dobberziner Dorfstraße 32 (Lage) | Wohnhaus mit Vorgarteneinfriedung | | Wohnhaus mit Vorgarteneinfriedung |

### Frauenhagen
| ID-Nr.                           | Lage                             | Bezeichnung | Beschreibung | Bild |
| -------------------------------- | -------------------------------- | --- | --- | --- |
| 09130428 Wikidata                | Alte Dorfstraße 2 (Lage)         | Kirche | Die evangelische Kirche wurde in der zweiten Hälfte des 13. Jahrhunderts erbaut. Nach einem Brand wurde die Kirche in den Jahren 1913 bis 1916 wieder hergestellt. Im Inneren befindet sich ein Triumphbogen. Die Ausstattung stammt aus der Zeit des Wiederaufbaues. | weitere Bilder |
| 09131037 Teilobjekt zu: 09130428 | Alte Dorfstraße 2 ()             | Orgel | | ein Bild hochladen |
| 09131415 Teilobjekt zu: 09130428 | Alte Dorfstraße 2 ()             | Glocke | Die Glocke wurde 1915 gegossen. | ein Bild hochladen |
| 09131416 Teilobjekt zu: 09130428 | Alte Dorfstraße 2 ()             | Glocke | | ein Bild hochladen |
| 09130429                         | Neue Dorfstraße 17/19 (Lage)     | Wohnhaus | | Wohnhaus |
| 09130430                         | Breitenteicher Mühle 1, 2 (Lage) | Mühle, bestehend aus Mühlengebäude, Wohnhaus, Stallanlagen                                                                                       | | Mühle, bestehend aus Mühlengebäude, Wohnhaus, Stallanlagen                                                                                       |
| 09131444 Teilobjekt zu: 09130430 | Breitenteicher Mühle 2 ()        | Wassermühle | | ein Bild hochladen |
| 09131442 Teilobjekt zu: 09130430 | Breitenteicher Mühle ()          | Wohnhaus | | ein Bild hochladen |
| 09131443 Teilobjekt zu: 09130430 | Breitenteicher Mühle ()          | Stall | | ein Bild hochladen |
| 09130431                         | Ziethener Mühle (Lage)           | Mühlenanlage „Ziethen-Mühle“, bestehend aus alter Wassermühle, zwei Stall-Speicher-Gebäuden                                                      | | weitere Bilder |
| 09131743 Teilobjekt zu: 09130431 | Ziethener Mühle ()               | Wassermühle | | ein Bild hochladen |
| 09131744 Teilobjekt zu: 09130431 | Ziethener Mühle ()               | Stall & Speicher | | ein Bild hochladen |
| 09131374                         | Zum Gutshof 1–3 (Lage)           | Bauten der Gutsanlage mit Gutshaus, Speicher und vier Stallgebäuden, Brennereigebäude sowie Resten des Hoftors, der Gutsmauer und Hofpflasterung | | Bauten der Gutsanlage mit Gutshaus, Speicher und vier Stallgebäuden, Brennereigebäude sowie Resten des Hoftors, der Gutsmauer und Hofpflasterung |
| 09131458 Teilobjekt zu: 09131374 | Zum Gutshof 3 ()                 | Herrenhaus | | ein Bild hochladen |
| 09131375 Teilobjekt zu: 09131374 | Zum Gutshof 2 ()                 | Speicher | | ein Bild hochladen |
| 09131376 Teilobjekt zu: 09131374 | Zum Gutshof 2 ()                 | Stall | | ein Bild hochladen |
| 09131377 Teilobjekt zu: 09131374 | Zum Gutshof 2 ()                 | Stall | | ein Bild hochladen |
| 09131378 Teilobjekt zu: 09131374 | Zum Gutshof 2 ()                 | Stall | | ein Bild hochladen |
| 09131379 Teilobjekt zu: 09131374 | Zum Gutshof 2 ()                 | Brennerei | | ein Bild hochladen |
| 09131380 Teilobjekt zu: 09131374 | Zum Gutshof 8 ()                 | Stall | | ein Bild hochladen |

### Friedrichsfelde
| ID-Nr.   | Lage                                | Bezeichnung | Beschreibung | Bild |
| -------- | ----------------------------------- | --- | --- | --- |
| 09130670 | Friedrichsfelder Straße 6, 7 (Lage) | Gutsanlage, bestehend aus Gutshaus, Wirtschaftshof, Speicher und Schafstall (ein Gebäude), Durchfahrtsscheune, Kuhstall, Pferdestall, Schäferwohnung und Wirtschaftsgebäude | Die heutigen Gebäude wurde im Verlauf des 19. Jahrhunderts erbaut, dabei wurden ältere Gebäude ersetzt. Das Gutshaus selber wurde um 1820/1830 errichtet. Es ist ein Bau aus Feldstein mit einem Krüppelwalmdach. Die Fassade hat sieben Achsen, die symmetrisch angeordnet sind. Der Eingang befindet sich in der Mitte. Zum Gut gehören noch ein Schafstall, eine Stallscheune und ein Pferdestall. | Gutsanlage, bestehend aus Gutshaus, Wirtschaftshof, Speicher und Schafstall (ein Gebäude), Durchfahrtsscheune, Kuhstall, Pferdestall, Schäferwohnung und Wirtschaftsgebäude |

### Gellmersdorf
| ID-Nr.                           | Lage                     | Bezeichnung                                           | Beschreibung | Bild               |
| -------------------------------- | ------------------------ | ----------------------------------------------------- | --- | ------------------ |
| 09130450 Wikidata                | Kirchweg 5 (Lage)        | Kirche                                                | Die evangelische Kirche wurde in der zweiten Hälfte des 13. Jahrhunderts erbaut. Im Jahre 1826 brannte die Kirche, sie wurde danach ab der Höhe der Fenster neu aufgebaut. Es ist ein rechteckiger Saalbau mit einer eingezogenen, rechteckigen Apsis. Der Turm hat einen quadratischen Grundriss. Im Inneren befindet sich ein Triumphbogen. | weitere Bilder     |
| 091 Teilobjekt zu: 09130450      | Kirchweg 5 ()            | Orgel                                                 | Die Orgel stammt aus dem Jahr 1852 und wurde von Carl Ludwig Gesell und Carl Schultze aus Potsdam erbaut. | ein Bild hochladen |
| 091 Teilobjekt zu: 09130450      | Kirchweg 5 ()            | Glocke                                                | Nach einer Inschrift stammt die Glocke aus dem Jahr 1880. | ein Bild hochladen |
| 09132136                         | Kirchweg 15 ()           | Hofanlage mit Wohnhaus, Stall, Scheune und Bienenhaus | | ein Bild hochladen |
| 09132137 Teilobjekt zu: 09132136 | Kirchweg 15 ()           | Wohnhaus                                              | Das Wohnhaus befindet sich an der südöstlichen Straßenseite. Es ist ein eingeschossiges Haus mit einem Satteldach. | ein Bild hochladen |
| 09132138 Teilobjekt zu: 09132136 | Kirchweg 15 ()           | Stall                                                 | Der Stall befindet sich an der westlichen Hofseite. | ein Bild hochladen |
| 09132139 Teilobjekt zu: 09132136 | Kirchweg 15 ()           | Scheune                                               | Die Scheune befindet sich an der Straßenseite. | ein Bild hochladen |
| 09131528                         | Parsteiner Weg 16 (Lage) | Neubauernstelle mit Wohnhaus und Kleinscheune         | | BW                 |
| 09131529 Teilobjekt zu: 09131528 | Parsteiner Weg 16 ()     | Neubauernhaus                                         | Das Haus steht giebelständig zur Straße. Es ist ein Fachwerkhaus mit einem Satteldach. | ein Bild hochladen |
| 09131530 Teilobjekt zu: 09131528 | Parsteiner Weg 16 ()     | Scheune                                               | Die Scheune steht an der östlichen Seite des Hofes. | ein Bild hochladen |

### Görlsdorf
| ID-Nr.            | Lage                               | Bezeichnung                                                                                      | Beschreibung | Bild                                                                                             |
| ----------------- | ---------------------------------- | ------------------------------------------------------------------------------------------------ | --- | ------------------------------------------------------------------------------------------------ |
| 09130464          | (Lage)                             | Gutsanlage, bestehend aus den Resten der Grundmauern und der Terrasse des Herrenhauses, Gutspark | Das Herrenhaus wurde von 1845 bis 1850 erbaut. Es wurde 1945 durch Brandstiftung zerstört, dabei wurden auch Kunstgegenstände, alte Möbel und die Bibliothek zerstört. Die Ruine wurde 1947 gesprengt. Um 1830 wurde der Gutspark nach Plänen von Peter Joseph Lenné angelegt. Die Größe des kompletten Gutsparks beträgt etwa 94 Hektar. Von den ehemaligen Gebäuden ist nichts mehr vorhanden. 2013 wurde wieder ein Teehaus nach altem Vorbild errichtet. | Gutsanlage, bestehend aus den Resten der Grundmauern und der Terrasse des Herrenhauses, Gutspark |
| 09130466          | Apfelallee 8 (Lage)                | Gärtnerhaus                                                                                      | Das Gärtnerwohnhaus wurde 1906/1907 erbaut. Hier wohnten der Obergärtner und einige Gärtnergehilfen. Das Gebäude hat einen T-förmigen Grundriss und ist eingeschossig. Der Quertrakt hat ein Satteldach, die beiden Giebelseiten sind mit Sichtfachwerk verziert. Der nördliche Trakt hat ein Krüppelwalmdach. | BW                                                                                               |
| 09130789          | Apfelallee 1–7 (ungerade) (Lage)   | Wohnhaus mit hofseitigem Stallgebäude                                                            | Das Haus ist ein eingeschossiges, traufständiges Fachwerkhaus mit einem Krüppelwalmdach. Im Dach befindet sich eine große Fledermausgaube, hier befindet sich ein Wappen der Familie von Redern. Erbaut wurde es 1922/1923 von der Gutsherrschaft für vier Familien, die in zwei Doppelhäusern wohnten. Zu den Häusern gehören zweigeschossige Nebengebäude mit Walmdach und vorkragendem Obergeschoss.                                                      | Wohnhaus mit hofseitigem Stallgebäude                                                            |
| 09130467          | Gestüt 4 (Lage)                    | Wohnhaus                                                                                         | Das Gestüt wurde ab 1889 errichtet, gegründet wurde es von Wilhelm Heinrich Sigismund Graf von Redern im Jahre 1883. Hier wurden die Zucht mit Englischem Vollblut durchgeführt. Das Wohnhaus hat einen H-förmigen Grundriss, über einem Souterrain befindet sich ein Geschoss. Die Fassade ist stark gegliedert, das Satteldach weit überstehend. | Wohnhaus                                                                                         |
| 09130465          | Greiffenberger Straße 1 (Lage)     | Parkwächterhaus                                                                                  | | Parkwächterhaus                                                                                  |
| 09130470          | Greiffenberger Straße 2 (Lage)     | Chausseehaus                                                                                     | | Chausseehaus                                                                                     |
| 09130468          | Parkstraße 3 (Lage)                | Gestütsmeisterhaus                                                                               | Die Hahnsche Villa wurde 1916 von der Familie von Redern für den damaligen Gestütsleiter Walter Hahn erbaut. 1995 gelangte das Haus in Privatbesitz, es wurde umfangreich umgebaut und verändert. Das Haus besteht aus mehreren Bauteilen mit unterschiedlich hohen Satteldächern. An der Westseite befindet sich der Eingang, darüber ist ein Erker. | Gestütsmeisterhaus                                                                               |
| 09130469          | Parkstraße 9 (Lage)                | Gefängnis                                                                                        | Das Gefängnis wurde in der Mitte des 19. Jahrhunderts erbaut. Hier konnten vom Landgendarm oder Landjäger Personen weggesperrt werden. Es ist ein Fachwerkhaus mit einem Satteldach. | Gefängnis                                                                                        |
| 09130463 Wikidata | Parkstraße 17 (Lage)               | Kirche                                                                                           | Die Kirche wurde im Jahr 1804 erbaut. Es ist ein rechteckiger Putzbau mit einem Krüppelwalmdach, an der Nordseite befindet sich ein Turm. Die Ausstattung ist aus der Bauzeit. Weiter befindet sich im Inneren ein Grabmal der Gräfin von Redern, es besteht aus einer Urne auf einem betuchten Säulenstumpf. | weitere Bilder                                                                                   |
| 09130969          | Parkstraße 25–31 (ungerade) (Lage) | Wohnhaus für Gutsangestellte                                                                     | | BW                                                                                               |

### Greiffenberg
| ID-Nr.                           | Lage                            | Bezeichnung | Beschreibung | Bild                                           |
| -------------------------------- | ------------------------------- | --- | --- | ---------------------------------------------- |
| 09130400                         | (Lage)                          | Ausstattungsstück aus der Kirche Bruchhagen (siehe Unterlagen BLDAM)                                            | | BW                                             |
| 09131490                         | Breite Straße 8 (Lage)          | Wohnhaus | | Wohnhaus                                       |
| 09132098                         | Breite Straße 43, 44 ()         | Gutshaus | | ein Bild hochladen                             |
| 09130475                         | Breite Straße 82 (Lage)         | Null- und Wegestein                                                                                             | Der etwa 20 Zentimeter große Null- und Wegestein aus Granit befindet sich an der Ecke Zolldamm. Er wurde zum Straßenbau 1829 aufgestellt. Er markiert den Beginn der Meilenzählung für die Straße nach Templin.                                             | Null- und Wegestein                            |
| 09130900                         | Burgstraße 6 (Lage)             | Verwaltungsgebäude der Gutsanlage Greiffenberg                                                                  | Das ehemalige Herrenhaus wurde im 19. Jahrhundert erbaut. Im Jahre 1946 wurde im von Redernschen Gutsverwalterhaus eine Schule eröffnet, die bis 2006 bestand. Eine Sternwarte wurde in den 1960er Jahren auf einen Turm des alten Gutsgebäudes aufgesetzt. | Verwaltungsgebäude der Gutsanlage Greiffenberg |
| 09131345                         | Burgstraße 18/19, 20, 21 (Lage) | Wohnhäuser und Stallgebäude (zu Nr. 20)                                                                         | | Wohnhäuser und Stallgebäude (zu Nr. 20)        |
| 09131346 Teilobjekt zu: 09131345 | Burgstraße 18, 19 ()            | Wohnhaus | | ein Bild hochladen                             |
| 09131347 Teilobjekt zu: 09131345 | Burgstraße 20 ()                | Wohnhaus | | ein Bild hochladen                             |
| 09131349 Teilobjekt zu: 09131345 | Burgstraße 20 ()                | Stall | | ein Bild hochladen                             |
| 09131348 Teilobjekt zu: 09131345 | Burgstraße 21 ()                | Stall | | ein Bild hochladen                             |
|                                  | Burgstraße 34 ()                | Werkstattgebäude (Töpferei) und Keller                                                                          | | ein Bild hochladen                             |
| 09130472 Wikidata                | Kirchstraße 6 (Lage)            | Kirche | | weitere Bilder                                 |
| 09131044 Teilobjekt zu: 09130472 | Kirchstraße 6 (Lage)            | Orgel | | BW                                             |
| 09131419 Teilobjekt zu: 09130472 | Kirchstraße 6 (Lage)            | Glocke | | BW                                             |
| 09130473                         | Kirchstraße 15 (Lage)           | Landratshaus | | Landratshaus                                   |
| 09131257                         | Kirchstraße 27 (Lage)           | Hofanlage mit Wohnhaus, Stall, Remise, Scheune, Reste der Einfriedung und Toreinfahrt sowie Vor- und Nutzgarten | | BW                                             |
| 09131258 Teilobjekt zu: 09131257 | Kirchstraße 27 ()               | Wohnhaus | | ein Bild hochladen                             |
| 09131259 Teilobjekt zu: 09131257 | Kirchstraße 27 ()               | Scheune | Die Scheune steht südlich des Wohnhauses und schieß an dieses an. | ein Bild hochladen                             |
| 09131260 Teilobjekt zu: 09131257 | Kirchstraße 27 ()               | Remise | Die Remise steht im rechten Winkel zur Scheune. | ein Bild hochladen                             |
| 09131261 Teilobjekt zu: 09131257 | Kirchstraße 27 ()               | Stall | Der Stall steht parallel zum Wohnhaus auf dem Hof. | ein Bild hochladen                             |
| 09131262 Teilobjekt zu: 09131257 | Kirchstraße 27 ()               | Obstgarten | | ein Bild hochladen                             |

### Günterberg
| ID-Nr.                           | Lage                        | Bezeichnung | Beschreibung | Bild |
| -------------------------------- | --------------------------- | --- | --- | --- |
| 09130489                         | (Lage)                      | Burgruinenanlage „Greiffenburg“, bestehend aus Burgberg, Resten von Wohn- und Wirtschaftsgebäuden, Ringmauer, Brunnen und Burgwall, Torturm, Rundturm, Gutspark „Günterberg“ | Die Burganlage wurde zum ersten Mal im Jahre 1261 erwähnt. Die Burganlage wurde dann in fünf Phasen über zwei Jahrhunderte erbaut. Im 17. Jahrhundert zog die Familie von Spar in das westlich von der Burg liegende Herrenhaus. Im Dreißigjährigen Krieg wurde die Burg teilweise zerstört, aber bis 1664 wieder instand gesetzt. Im Jahre 1674 wurde die Burg während des Nordischen Krieges beschädigt und nicht wieder aufgebaut. Von der Burg sind im Wesentlichen noch Torturm und Wachturm erhalten. | weitere Bilder                                                                                            |
| 09130490                         | B 198 (Lage)                | Jüdischer Friedhof | Der Jüdische Friedhof liegt nördlich des Ortes an der östlichen Seite der B 198. Der Friedhof wurde um 1809 angelegt. Ab Anfang des 20. Jahrhunderts wurde der Friedhof nicht mehr belegt, da der Friedhof in Angermünde erweitert worden war. Begräbnisse fanden hier somit nicht mehr statt. Daher umfasst der Friedhof nur 15 Grabstellen. 1938 wurde der Friedhof zerstört. Im Jahre 1964 wurde ein Gedenkstein aufgestellt.                                                                            | Jüdischer Friedhof                                                                                        |
| 09130491                         | B 198 (Lage)                | Postmeilensäule (Rundsockelstein), bei km 44,1 | | Postmeilensäule (Rundsockelstein), bei km 44,1                                                            |
| 09130488 Wikidata                | Dorfmitte 13 (Lage)         | Kirche | In den 1720er-Jahren errichtete Saalkirche mit verputztem Langhaus und unverputztem Backsteinturm von 1754. Im Innern befindet sich eine von Friedrich Leopold Morgenstern gefertigte Orgel, die gesondert unter Denkmalschutz steht. Das betrifft auch zwei Glocken: eine spätmittelalterliche Glocke und eine Bronzeglocke aus dem 16. Jahrhundert. | weitere Bilder                                                                                            |
| 09131047 Teilobjekt zu: 09130488 | Dorfmitte 13 (Lage)         | Orgel | Die Orgel der Dorfkirche Günterberg wurde 1844 von Friedrich Leopold Morgenstern aus Guben gefertigt und hat einen dreiteiligen Prospekt mit Pilastergliederung. Die Orgelpfeifen wurden 1927 von Karl Gerbig aus Eberswalde ersetzt und die Orgel nach Beschädigungen im Jahr 1945 schließlich 1946 von ihm repariert und umdisponiert. 2020 fanden erneut Reparaturarbeiten statt. | BW |
| 09131420 Teilobjekt zu: 09130488 | Dorfmitte 13 (Lage)         | Glocke | Im 16. Jahrhundert von Andreas Brüggemann aus Stettin gegossene Bronzeglocke der Dorfkirche Günterberg. | BW |
| 09131421 Teilobjekt zu: 09130488 | Dorfmitte 13 (Lage)         | Glocke | Spätmittelalterliche Bronzeglocke der Dorfkirche Günterberg. | BW |
| 09130930                         | Unterhof (Lage)             | Transformatorenstation | | BW |
| 09130253                         | Unterhof 5, 9–12, 16 (Lage) | Zwei Wirtschaftsgebäude (Nr. 5, 16) sowie zwei Arbeiterwohnhäuser (Nr. 9–12) der Gutsanlage Greiffenberg.                                                                    | | Zwei Wirtschaftsgebäude (Nr. 5, 16) sowie zwei Arbeiterwohnhäuser (Nr. 9–12) der Gutsanlage Greiffenberg. |

### Herzsprung
| ID-Nr.            | Lage                       | Bezeichnung                                                              | Beschreibung | Bild                                                                     |
| ----------------- | -------------------------- | ------------------------------------------------------------------------ | --- | ------------------------------------------------------------------------ |
| 09130509          | Lindenstraße (Lage)        | Kriegerdenkmal                                                           | | Kriegerdenkmal                                                           |
| 09130507 Wikidata | Lindenstraße 1 (Lage)      | Kirche                                                                   | Die Kirche wurde 1695 erbaut, es ist wahrscheinlich ein Wiederaufbau. Es ist ein Saalbau aus Feldsteinmit einem Dachreiter. Im Inneren befindet sich ein Altaraufsatz aus der ersten Hälfte des 17. Jahrhunderts. | weitere Bilder                                                           |
| 09130508          | Lindenstraße 33, 35 (Lage) | Bauerngehöft, bestehend aus Wohnhaus, Gesindehaus, Stallgebäude, Scheune | | Bauerngehöft, bestehend aus Wohnhaus, Gesindehaus, Stallgebäude, Scheune |

### Kerkow
| ID-Nr.   | Lage                               | Bezeichnung                                                                                      | Beschreibung | Bild                                                                                             |
| -------- | ---------------------------------- | ------------------------------------------------------------------------------------------------ | --- | ------------------------------------------------------------------------------------------------ |
| 09130526 | B 198 (Lage)                       | Postmeilensäule (Rundsockelstein), bei km 39,1                                                   | | Postmeilensäule (Rundsockelstein), bei km 39,1                                                   |
| 09130525 | Greiffenberger Straße (Lage)       | Kriegerdenkmal                                                                                   | | Kriegerdenkmal                                                                                   |
| 09130523 | Greiffenberger Straße 7a, 8 (Lage) | Gutsanlage mit Gutshaus, Wirtschaftshof mit Backsteinspeicher, Stallanlage und Gutsverwalterhaus | | Gutsanlage mit Gutshaus, Wirtschaftshof mit Backsteinspeicher, Stallanlage und Gutsverwalterhaus |
| 09130522 | Greiffenberger Straße 10 (Lage)    | Kirche                                                                                           | Die Kirche wurde in der zweiten Hälfte des 13. Jahrhunderts erbaut. Es ist ein Bau aus Feldstein mit einem Westturm. Der Chor ist eingezogen. | weitere Bilder                                                                                   |
| 09130247 | Kerkower Dorfstraße 5 (Lage)       | Schmiede, bestehend aus Hauptgebäude (Mittelflurhaus), Schmiede, Stall und Scheune               | Das Schmiedegehöft wurde nach dem Dorfbrand im Jahre 1796 erbaut. Das Hauptgebäude ist ein giebelständiges, eingeschossiges Haus mit einem Satteldach. Das Schmiedegebäude befindet sich rechts vom Wohnhaus, es wurde um 1900 erbaut. Der ehemalige Vierseithof steht leer und verfällt.   | Schmiede, bestehend aus Hauptgebäude (Mittelflurhaus), Schmiede, Stall und Scheune               |
| 09130524 | Kerkower Dorfstraße 33, 35 (Lage)  | Saisonarbeiterwohnhaus (Wohnhaus)                                                                | Das Wohnhaus wurde um 1900 erbaut. Hier wohnten vier Familien. Es ist ein eingeschossiges Haus mit Drempel und Satteldach. Die Straßen- und Hofseite hat acht Achsen, die Eingänge zu den Wohnungen befinden sich in der äußeren Achse. Als Typenhaus war es in der Gegend öfter vorhanden. | Saisonarbeiterwohnhaus (Wohnhaus)                                                                |

### Mürow
| ID-Nr.   | Lage                                  | Bezeichnung | Beschreibung | Bild |
| -------- | ------------------------------------- | --- | --- | --- |
| 09130566 | Hauptstraße (Lage)                    | Kirche mit Ausstattung und Spätrenaissance-Portal und Grabdenkmal für E. Wilke | Die evangelische Kirche wurde in der zweiten Hälfte des 13. Jahrhunderts erbaut. Der Tuem in Schiffsbreite hat sein Turmoberteil und den Helmabschluss im Jahre 1893 erhalten. Der Altaraufsatz stammt aus dem Jahr 1728, die Kanzel aus dem Jahr 1612. In der Kirche git es ein Kindergrabstein für v. Arnum, dieser ist 1585 gestorben. | weitere Bilder |
| 09130570 | Hauptstraße 13 (Lage)                 | Schule mit Lehrerwohnung | Die Dorfschule wurde in zwei Abschnitten erbaut. Der ältere Teil wurde zwischen 1880 und 1890 erbaut. Nördlich dieses Baus wurde die Schule 1950/1951 um drei Klassenräume erweitert. Gelehrt wurde hier bis 1950. Heute ist der nördliche Teil Dorfgemeinschaftshaus. Es ist ein eingeschossiger Ziegelbau mit Satteldach.               | Schule mit Lehrerwohnung |
| 09130568 | Straße am Dorfteich 2, 3, 4, 6 (Lage) | Gutsanlage, bestehend aus Herrenhaus und Gutspark sowie Wirtschaftshof mit Getreidespeicher, Pferdestall, Kuhstall, Brennerei, Stellmacherei, Teil des Schafstalls (Wohnhaus), Ziegelscheune, Fachwerkscheune, Fachwerkscheune mit Bogendach sowie Pflasterung | Das ehemalige Herrenhaus wurde in der zweiten Hälfte des 17. Jahrhunderts erbaut. Ein Umbau erfolgte im Jahr 1871. Es ist ein zweigeschossiger Putzbau mit einem T-förmigen Grundriss. Zu dem Gutshof gehört ein Speicher aus dem 19. Jahrhundert.                                                                                        | Gutsanlage, bestehend aus Herrenhaus und Gutspark sowie Wirtschaftshof mit Getreidespeicher, Pferdestall, Kuhstall, Brennerei, Stellmacherei, Teil des Schafstalls (Wohnhaus), Ziegelscheune, Fachwerkscheune, Fachwerkscheune mit Bogendach sowie Pflasterung |
| 09130571 | Straße am Dorfteich 25 (Lage)         | Schmiede | Eine Schmiede ist seit 1568 belegt. Die heutige Schmiede wurde Ende des 19. Jahrhunderts erbaut. Die Schmiede ist ein Bau aus Backstein und Feldstein. | Schmiede |

### Neuhaus
| ID-Nr.   | Lage             | Bezeichnung                                                 | Beschreibung | Bild                                                        |
| -------- | ---------------- | ----------------------------------------------------------- | ------------ | ----------------------------------------------------------- |
| 09130671 | Neuhaus 2 (Lage) | Verwaltungsgebäude des Staatlichen Forstwirtschaftsbetriebs |              | Verwaltungsgebäude des Staatlichen Forstwirtschaftsbetriebs |

### Neukünkendorf
| ID-Nr.            | Lage                        | Bezeichnung                                              | Beschreibung | Bild            |
| ----------------- | --------------------------- | -------------------------------------------------------- | --- | --------------- |
| 09130574          | Lindenhof (Lage)            | Landschaftspark                                          | | Landschaftspark |
| 09130573 Wikidata | Straße am Haussee 18 (Lage) | Kirche sowie Kirchhof mit Einfriedung und Kriegerdenkmal | Die evangelische Kirche wurde in der zweiten Hälfte des 13. Jahrhunderts erbaut. Der Dachturm wurde in der zweiten Hälfte des 18. Jahrhunderts hinzugefügt. Im Inneren befindet sich ein Triumphbogen, die sonstige Innenausstattung ist neugotisch, und stammt aus der Mitte des 19. Jahrhunderts. | weitere Bilder  |

### Schmargendorf
| ID-Nr.   | Lage                    | Bezeichnung                    | Beschreibung | Bild                           |
| -------- | ----------------------- | ------------------------------ | --- | ------------------------------ |
| 09130610 | Am Dorfteich 6 (Lage)   | Wohnhaus mit Stallung          | Das Wohnhaus wurde 1880 als Teil eines Dreiseithofes erbaut. Es ist ein eingeschossiges, traufständiges Wohnhaus mit einem Drempel und einem Satteldach. Die mittlere von fünf Achsen hat ein Zwerchhaus mit Dreiecksgiebel. Die Mittelachse ist außerdem durch Lisenen begrenzt, hier befindet sich auch der Eingang. Auf der linken Hofseite befindet sich das giebelständige Stallgebäude. | Wohnhaus mit Stallung          |
| 09130612 | Rosinthal 2 (Lage)      | Chausseehaus, Ausbau Rosinsee  | Das Chausseehaus befindet sich außerhalb des Ortes an der Straße nach Eberswalde. Hier bilden der Rosinsee und der Parsteiner See einen natürlichen Engpass, daher eignete sich diese Stelle gut zum Einnehmen von Geldern. Erbaut wurde das Haus im Jahre 1826, es ist ein Typenhaus. Es ist ein eingeschossiges, traufständiges Haus mit einem Satteldach. Im Hof befindet sich ein Stall aus dem Jahr 1900. Er war zur Eigenversorgung der Bewohner gedacht. Vor dem Haus befindet sich ein Viertelmeilenstein aus Granit. | Chausseehaus, Ausbau Rosinsee  |
| 09130609 | Rotdornstraße 1 (Lage)  | Doppelstubenhaus               | Das Haus befindet sich in der Nähe der Kirche. Erbaut wurde es Ende des 18. oder Anfang des 19. Jahrhunderts. Es ist ein traufständiges, eingeschossiges Haus mit einem Satteldach. Das Fachwerkhaus hat fünf Achsen, in der mittleren Achse befindet sich der Eingang. Im Inneren befand sich einmal eine schwarze Küche. | Doppelstubenhaus               |
| 09130606 | Rotdornstraße 2 (Lage)  | Kirche                         | Die Kirche wurde in der zweiten Hälfte des 13. Jahrhunderts erbaut, allerdings erfolgte im zweiten Viertel des 18. Jahrhunderts ein Umbau im barocken Stil. Der Turm trägt eine Wetterfahne mit dem Datum 1745. Die Ausstattung im Inneren ist barock, dazu gehört die Orgel, die Hufeisenempore und der Kanzelaltar. | weitere Bilder                 |
| 09130611 | Zum Dorfanger 54 (Lage) | Französisch-reformierte Schule | | Französisch-reformierte Schule |

### Schmiedeberg
| ID-Nr.                           | Lage                    | Bezeichnung | Beschreibung | Bild                                                            |
| -------------------------------- | ----------------------- | --- | --- | --------------------------------------------------------------- |
| 09130613 Wikidata                | (Lage)                  | Kirche mit Kirchhof mit zwei Grabkreuzen der Familie von der Hagen, dem Grabmal Chr. Fr. Raasch und Kirchhofsmauer | Die Kirche wurde im 13. Jahrhundert erbaut. Der Westturm ist verbrettert und wurde 1681 errichtet. Die Kirche hat einen eingezogenen Chor und eine Apsis. Im Inneren befindet sich ein Altarretabel aus dem Ende des 15. Jahrhunderts. Zum Altarretabel gehört ein Schnitzaltar und ein Aufsatz. Auf der Westempore befindet sich eine Orgel aus dem Jahr 1844. Auf dem Friedhof befindet sich ein klassizistisches Grabdenkmal aus Eisenkreuzen. | weitere Bilder                                                  |
| 09131824 Teilobjekt zu: 09130613 | ()                      | Glocke | Die Glocke ist nach einer Inschrift aus dem Jahr 1661. | ein Bild hochladen                                              |
| 09131824 Teilobjekt zu: 09130613 | ()                      | Kirchhofmauer | | ein Bild hochladen                                              |
| 09131825 Teilobjekt zu: 09130613 | ()                      | Grabkreuz | Das Grabkreuz ist aus dem Jahr 1856. | ein Bild hochladen                                              |
| 09131429 Teilobjekt zu: 09130613 | ()                      | Grabkreuz | Das Grabkreuz ist aus dem Jahr 1858. | ein Bild hochladen                                              |
| 09131826 Teilobjekt zu: 09130613 | ()                      | Grabmal | | ein Bild hochladen                                              |
| 09131072 Teilobjekt zu: 09130613 | ()                      | Orgel | | ein Bild hochladen                                              |
| 09130617                         | B 198 (Lage)            | Postmeilensäule (Rundsockelstein), bei km 51,6                                                                     | | Postmeilensäule (Rundsockelstein), bei km 51,6                  |
| 09130858                         | Dorfstraße 17 (Lage)    | Gehöft, bestehend aus Wohnhaus und zwei Wirtschaftsgebäuden                                                        | Der Neubauernhof entstand 1945/1946 nach der Bodenreform. Das Wohnhaus wurde 1951 im Fachwerk erbaut, die Ausfachung wurde mit Lehmsteinen erstellt. Es ist ein eingeschossiges, giebelständiges Haus mit einem Satteldach. Die Giebel sind verbrettert. Zum Gehöft gehört eine kleine Scheune. | BW                                                              |
| 09131954 Teilobjekt zu: 09130858 | Dorfstraße 17 ()        | Wohnhaus | | ein Bild hochladen                                              |
| 09131955 Teilobjekt zu: 09130858 | Dorfstraße 17 ()        | Scheune | | ein Bild hochladen                                              |
| 09130776                         | Dorfstraße 28–30 (Lage) | Hofanlage (Jägerhof), bestehend aus Wohnhaus, Stall und Scheune                                                    | Der sogenannte „Jägerhof“ liegt im Dorfzentrum. Der Hof gehörte ursprünglich zum Gut der Familie von der Hagen. Im Jahre 1937 wurde es von dem Berliner Eugen Richter gekauft, dieser baute hier einen Landsitz im Heimatschutzstil. Die Hofanlage entspricht einem Dreiseithof aus Wohnhaus, Stall und Scheune. Das Wohnhaus ist ein eingeschossiges Haus mit Satteldach. Das Stallgebäude steht gegenüber, ist ebenfalls eingeschossig und hat ein Satteldach. Der Hof wird nach hinten von der eingeschossigen Scheune abgeschlossen. Auch die Scheune hat ein Satteldach. | Hofanlage (Jägerhof), bestehend aus Wohnhaus, Stall und Scheune |
| 09131910 Teilobjekt zu: 09130776 | Dorfstraße 28–30 ()     | Scheune | | ein Bild hochladen                                              |
| 09131911 Teilobjekt zu: 09130776 | Dorfstraße 28–30 ()     | Wohnhaus | | ein Bild hochladen                                              |
| 09131912 Teilobjekt zu: 09130776 | Dorfstraße 28–30 ()     | Stall | | ein Bild hochladen                                              |
| 09130615                         | Dorfstraße 54 (Lage)    | Giebellaubenhaus                                                                                                   | | Giebellaubenhaus                                                |
| 09130616                         | Dorfstraße 56 (Lage)    | Scheune | | Scheune                                                         |

### Steinhöfel
| ID-Nr.                           | Lage                         | Bezeichnung               | Beschreibung | Bild                      |
| -------------------------------- | ---------------------------- | ------------------------- | --- | ------------------------- |
| 09130668 Wikidata                | Steinhöfler Straße 5 (Lage)  | Kirche                    | Die Kirche wurde in der zweiten Hälfte des 13. Jahrhunderts erbaut, der verbretterte Turm wurde 1720 hinzugefügt. Im Inneren befindet sich eine Empore, die Kanzel, der Taufstein und die Orgel wurden im Stil der Neugotik erstellt. Auf einem Stipes befindet sich ein Schnitzaltar aus der Zeit um 1470/1480. Dargestellt werden Maria, hl. Katharina, hl. Bischof und die zwölf Apostel. In der Predella sieht man Anna mit der hl. Agnes und der hl. Barbara. Auf der Rückseite werden Passionsszenen dargestellt. | weitere Bilder            |
| 09131079 Teilobjekt zu: 09130668 | Steinhöfler Straße ()        | Orgel                     | | ein Bild hochladen        |
| 09131432 Teilobjekt zu: 09130668 | Steinhöfler Straße ()        | Glocke                    | | ein Bild hochladen        |
| 09131511                         | Steinhöfler Straße 12 (Lage) | Dorfschmiede              | Im Dorf hatte bereits im Jahre 1734 einen Schmied. Das heutige Haus wurde wahrscheinlich zu Beginn des 20. Jahrhunderts erbaut, als Schmiede wurde es bis in die 1980er Jahre genutzt. Es ist ein Ziegelbau mit einem Geschoss und einem Satteldach. Im Inneren befindet sich noch Ausstattungsgegenstände einer Schmiede. | Dorfschmiede              |
| 09130669                         | Steinhöfler Straße 39 (Lage) | Wohnhaus und Nebengebäude | Das Wohnhaus wurde Ende des 18. oder Anfang des 19. Jahrhunderts erbaut. Es ist ein eingeschossiges, traufständiges Fachwerkhaus mit einem Satteldach. Im Inneren befindet sich eine schwarze Küche, die auch erhalten ist. | Wohnhaus und Nebengebäude |

### Stolpe/Oder
| ID-Nr.                           | Lage                              | Bezeichnung                                                                  | Beschreibung | Bild                                                                         |
| -------------------------------- | --------------------------------- | ---------------------------------------------------------------------------- | --- | ---------------------------------------------------------------------------- |
| 09130678                         | (Lage)                            | Burgrest mit Burgturm Grützpott                                              | Die Burg Stolpe liegt auf einer Anhöhe über Stolpe. Der erhaltene Turm ist mit 18 Meter Außendurchmesser der wahrscheinlich dickste Bergfried in Deutschland. Der Turm wird, auf einer Sage beruhend, im Volksmund „Grützpott“ genannt. | weitere Bilder                                                               |
| 09131856 Teilobjekt zu: 09130678 | ()                                | Burgturm                                                                     | | ein Bild hochladen                                                           |
| 09130681                         | (Lage)                            | Kanalbrücke über die Hohensaaten-Friedrichsthaler Wasserstraße, bei km 105,5 | Die Kanalbrücke ist die südliche Verlängerung der Hauptstraße und führt über die Hohensaaten-Friedrichsthaler Wasserstraße. Dieser Kanal und die Brücke wurden 1910 erbaut. Sie ist eine genietete einjochige Stahlbogenbrücke. Zum Ende des Zweiten Weltkrieges wurde die Brücke gesprengt. Beim Wiederaufbau wurden alle noch zu verwendenden Teile genutzt. | Kanalbrücke über die Hohensaaten-Friedrichsthaler Wasserstraße, bei km 105,5 |
| 09130679                         | (Lage)                            | Erbbegräbnis der Familie von Buch, im Gutspark (Lenné-Park)                  | Das Erbbegräbnis Familie von Buch liegt nordöstlich des Herrenhauses. Zum Erbbegräbnis gehört ein Obelisk, der aus Eisengussplatten erstellt wurde. Das Erbbegräbnis selber besteht aus einem Mausoleum, dieses wurde 1809 erbaut. Dies wurde allerdings 1822/1823 wieder beseitigt und die jetzige Anlage erbaut. Die Stolper Kirche wurde 1935 abgerissen, die Särge aus der Kirche wurden hierher verlegt. Ab dem Jahr 1977 wurde das Erbbegräbnis in eine Gedenkstätte für Leopold von Buch umgewandelt. Da Leopold von Buch Geologe war, erwarb die Deutsche Gesellschaft für Geowissenschaft das Gelände im Jahr 2007. | Erbbegräbnis der Familie von Buch, im Gutspark (Lenné-Park)                  |
| 09131506 Wikidata                | Leopold-von-Buch-Straße (Lage)    | Kapelle und Glocke auf dem Gemeindefriedhof                                  | Der Friedhof wurde 1819 terrassenförmig angelegt, wobei die Terrassen wahrscheinlich schon vorhanden waren. Er liegt westlich des Burgberges an einem Weinberg. Die Kapelle wurde 1934 angelegt. Es ist ein Ziegelbau mit einem Satteldach. Gegenüber der Kapelle steht ein Glockenstuhl aus Stahl mit einer Bronzeglocke. Die Glocke wurde 1931 von Strömer aus Erfurt gegossen. | weitere Bilder                                                               |
| 091 Teilobjekt zu: 09131506      | Leopold-von-Buch-Straße ()        | Glocke                                                                       | Die Glocke stammt aus der Stolper Kirche. Sie wurde 1931 gegossen. Die Glocke steht in einem freistehenden Glockenstuhl gegenüber der Friedhofskapelle. | Glocke                                                                       |
| 09130677                         | Leopold-von-Buch-Straße 45 (Lage) | Herrenhaus (Gutshaus)                                                        | Das Herrenhaus ist der Familiensitz der Familie von Buch. Es entstand 1545, etwa 100 Jahre vorher war die Burg zerstört worden. 1917 brannte das Herrenhaus ab, es wurde 1921/1922 wieder aufgebaut. Es ist eine zweiteilige Anlage, bestehend aus dem Ursprungsbau und einem Seitenflügel aus dem Jahr 1775/1780. Die Fassade ist schlicht. Über den beiden mittleren Achsen befindet sich ein Zwerchhaus im Stil der Renaissance. Der Keller mit Tonnengewölbe wurde zur Bauzeit 1545 errichtet. | weitere Bilder                                                               |
| 09130214                         | Schöneberger Straße 2 (Lage)      | Schweizerhaus mit Hofgebäude                                                 | Das Schweizerhaus wurde 1845 für die Schwiegereltern von Alexander von Buch erbaut. Dessen Frau kam aus der Schweiz, wahrscheinlich ist der Baustil davon inspiriert. Zur Straße ist das Haus zweigeschossig, zur Hofseite eingeschossig. Das Satteldach steht weit über. Auffallend ist die Galerie im ersten Geschoss. | Schweizerhaus mit Hofgebäude                                                 |
| 09131401 Teilobjekt zu: 09130214 | Schöneberger Straße 2 ()          | Hofgebäude                                                                   | Das Gebäude steht parallel zum Wohnhaus. | ein Bild hochladen                                                           |

### Welsow
| ID-Nr.                           | Lage                    | Bezeichnung | Beschreibung | Bild               |
| -------------------------------- | ----------------------- | ----------- | --- | ------------------ |
| 09130735 Wikidata                | Am Töpferberg 11 (Lage) | Kirche      | Die evangelische Kirche stammt aus der zweiten Hälfte des 13. Jahrhunderts, der Turm wurde 1777 erbaut. Der Turm ist verbrettert. An der Nordseite der Kirche ist ein Putzfries erhalten. Der Kanzelaltar stammt aus der ersten Hälfte des 18. Jahrhunderts. Die Orgel wurde Mitte des 19. Jahrhunderts errichtet. | weitere Bilder     |
| 09131084 Teilobjekt zu: 09130735 | Am Töpferberg ()        | Orgel       | | ein Bild hochladen |
| 09131433 Teilobjekt zu: 09130735 | Am Töpferberg ()        | Glocke      | Die Glocke wurde im 15. Jahrhundert gegossen. | ein Bild hochladen |
| 09131434 Teilobjekt zu: 09130735 | Am Töpferberg ()        | Glocke      | Die Glocke wurde 1609 von der Familie von Redern-Görlsdorf gestiftet. | ein Bild hochladen |

### Wilmersdorf
| ID-Nr.                           | Lage                           | Bezeichnung | Beschreibung | Bild |
| -------------------------------- | ------------------------------ | --- | --- | --- |
| 09130737 Wikidata                | Wilmersdorfer Straße (Lage)    | Scheune (heute Kirche) | Die evangelische Kirche wurde 1936 in einer ehemaligen Scheune eingerichtet. Es ist ein rechteckiger Fachwerkbau. Im Inneren befindet sich eine bemalte Decke, der hintere Teil der Kirche dient als Winterkirche. Die Kanzel und das Patronatsgestühl wurde 1936 errichtet. | weitere Bilder |
| 09131441 Teilobjekt zu: 09130737 | Wilmersdorfer Straße ()        | Glocke | Nach einer Inschrift wurde die Glocke 1888 von C. Voß und Sohn in Stettin gegossen. | ein Bild hochladen |
| 09130738                         | Wilmersdorfer Straße 6 (Lage)  | Wohnhaus „Lindenhaus“ | Im Jahre 1936 von Alexander von Buch als Gästehaus erbaut. | Wohnhaus „Lindenhaus“ |
| 09130810                         | Wilmersdorfer Straße 23 (Lage) | Gutsanlage Wilmersdorf, bestehend aus Herrenhaus und Wirtschaftshof mit Pferdestall, Speicher, zwei Scheunen, Werkstattgebäude, Rinderstall, Brennerei mit Wirtschaftsgebäude, Stallgebäude und Schafstall | Das ehemalige Herrenhaus stammt im Kern aus dem 17. Jahrhundert. Es ist eine Dreiflügelanlage. Das Haupthaus hat zwei Geschosse. Der Gutshof stammt aus dem 19. Jahrhundert.                                                                                                 | Gutsanlage Wilmersdorf, bestehend aus Herrenhaus und Wirtschaftshof mit Pferdestall, Speicher, zwei Scheunen, Werkstattgebäude, Rinderstall, Brennerei mit Wirtschaftsgebäude, Stallgebäude und Schafstall |
| 09131237 Teilobjekt zu: 09130810 | Wilmersdorfer Straße 23 ()     | Herrenhaus | | ein Bild hochladen |
| 09131238 Teilobjekt zu: 09130810 | Wilmersdorfer Straße 23 ()     | Stall / Pferdestall | | ein Bild hochladen |
| 09131239 Teilobjekt zu: 09130810 | Wilmersdorfer Straße 23 ()     | Speicher | Der Speicher befindet sich östlich vom Gutshaus. | ein Bild hochladen |
| 09131240 Teilobjekt zu: 09130810 | Wilmersdorfer Straße 23 ()     | Scheune | | ein Bild hochladen |
| 09131241 Teilobjekt zu: 09130810 | Wilmersdorfer Straße 23 ()     | Scheune | | ein Bild hochladen |
| 09131242 Teilobjekt zu: 09130810 | Wilmersdorfer Straße 23 ()     | Wirtschaftsgebäude | | ein Bild hochladen |
| 09131243 Teilobjekt zu: 09130810 | Wilmersdorfer Straße 23 ()     | Werkstattgebäude | | ein Bild hochladen |
| 09131244 Teilobjekt zu: 09130810 | Wilmersdorfer Straße 23 ()     | Stall / Rinderstall | | ein Bild hochladen |
| 09131245 Teilobjekt zu: 09130810 | Wilmersdorfer Straße 23 ()     | Brennerei | | ein Bild hochladen |
| 09131246 Teilobjekt zu: 09130810 | Wilmersdorfer Straße 23 ()     | Stall / Pferdestall | | ein Bild hochladen |
| 09131247 Teilobjekt zu: 09130810 | Wilmersdorfer Straße 23 ()     | Stall / Schafstall | Der Stall befindet sich gegenüber des Gutshauses auf der anderen Straßenseite. | ein Bild hochladen |
| 09130879                         | Straße zum Bahnhof 5 (Lage)    | Bahnhofsgebäude einschließlich gepflasterter Zufahrtsstraße, Vorplatz und gepflasterter Wendeschleife | | weitere Bilder |
| 09131179 Teilobjekt zu: 09130879 | Straße zum Bahnhof ()          | Pflasterstraße & Allee | | ein Bild hochladen |

### Wolletz
| ID-Nr.   | Lage                | Bezeichnung                                                              | Beschreibung | Bild        |
| -------- | ------------------- | ------------------------------------------------------------------------ | --- | ----------- |
| 09130753 | (Lage)              | Ausstattung aus der abgetragenen Kirche Wolletz (siehe Unterlagen BLDAM) | Die Kirche wurde 1599 aus Fachwerk erbaut, sie war ein turmloser Saalbau. Im Jahre 1965 wurde die Kirche abgerissen. Figuren des Altarretabels aus dem Spätmittelalter befinden sich im Heimatmuseum Angermünde. | BW          |
| 09130755 | Waldstraße 2 (Lage) | Jagdschloss                                                              | Im Jahre 1826 errichtete der Rittergutsbesitzer Ludwig von Rohr das erste Jagdschloss in Wolletz. Anton Martinek, ein Deutsch-Amerikaner, der 1936 das Gut samt Schloss erwarb, ersetzte das alte Jagdschloss durch einen Neubau. Nach 1945 übernahm das Ministerium für Staatssicherheit der DDR das Schloss als Gästehaus, seit 1990 befindet sich hier eine Reha-Fachklinik. | Jagdschloss |

## Ehemalige Baudenkmale
| ID-Nr. | Lage                                              | Bezeichnung                                         | Beschreibung   | Bild                                                |
| ------ | ------------------------------------------------- | --------------------------------------------------- | -------------- | --------------------------------------------------- |
|        | Brüderstraße 12 Angermünde (Lage)                 | Wohnhaus                                            |                | Wohnhaus                                            |
|        | Markt 16 Angermünde (Lage)                        | Wohnhaus                                            | heute Zahnarzt | Wohnhaus                                            |
|        | Neuhaus 6 Neuhaus (Lage)                          | Wohnhaus und Wirtschaftsgebäude mit Schwarzer Küche |                | Wohnhaus und Wirtschaftsgebäude mit Schwarzer Küche |
|        | Rosenstraße 1 / Berliner Straße Angermünde (Lage) | Wohn- und Geschäftshaus                             |                | Wohn- und Geschäftshaus                             |
|        | Schwedter Straße 9 Angermünde (Lage)              | Mietwohnhaus                                        |                | Mietwohnhaus                                        |
|        | Schäferweg 12 Biesenbrow (Lage)                   | Schafstall                                          |                | Schafstall                                          |
|        | Am Mühlenberg 1 Schmargendorf (Lage)              | Wohnhaus                                            |                | Wohnhaus                                            |
|        | Greifenberg Breite Straße 17–18 (Lage)            | Wohnhaus                                            |                | Wohnhaus                                            |
|        | Schmargendorf Rotdornstraße 10 (Lage)             | Wohnhaus                                            |                | Wohnhaus                                            |